# Urko Berrade
Urko Berrade Fernández, nascido a 28 de novembro de 1997 em Pamplona, é um ciclista espanhol. Estreiou como profissional em 2019 com a equipa Euskadi Basque Country-Murias.

## Palmarés
- Não tem conseguido vitórias como profissional

## Equipas
- Euskadi Basque Country-Murias (2019)